# Rihard Jakopič
Rihard Jakopič (ur. 12 kwietnia 1869 w Lublanie, zm. 21 kwietnia 1943 tamże) – słoweński malarz impresjonistyczny, organizator życia artystycznego w Słowenii.

## Życiorys
Urodził się 12 kwietnia 1869 roku w Lublanie w rodzinie kupieckiej jako najmłodszy z ośmiorga rodzeństwa. W latach 1887–1889 studiował na Akademii Sztuk Pięknych w Wiedniu u Franza Rumplera, po czym przez rok kształcił się w Monachium w szkole Antona Ažbe i u Karla Rauppa, oraz dwa lata w Pradze u Vojtěcha Hynaisa, na tamtejszej Akademii Sztuk Pięknych.
Jakopič jest uznawany za jednego z pionierów słoweńskiego impresjonizmu i sztuki modernistycznej. Jego spuścizna liczy ponad 1200 obrazów i 650 rysunków. Początkowo malował w duchu twórczości Antona Ažbe, lecz pod wpływem prac Moneta zwrócił się ku impresjonizmowi. W serii impresjonistycznych pejzaży próbował uchwycić ducha słoweńskiego krajobrazu. Jego eksperymentalne szkice z lat 1903–1905 takie jak Sončni breg, o rozproszonej kompozycji i farbie nałożonej techniką impastu, przypominały abstrakcyjne studia koloru. Następnie, do 1917 roku tworzył prace o kontrastujących ciepłych i zimnych barwach, które przypominały prace fowistów, choć pod względem atmosfery bliżej im było do intymizmu. Po I wojnie światowej w jego malarstwie pojawiły się silne, ekspresjonistyczne pociągnięcia pędzlem i żywe kolory. Do głównych tematów jego prac z tego okresu należały pejzaże przedstawiające rzekę Sawę, brzozy, praca w polu i martwe natury.
Jakopič był czołowym organizatorem życia artystycznego i kulturalnego w Słowenii. W 1909 roku wybudował własnym kosztem pawilon w lublańskim parku Tivoli, w którym założył pierwszą publiczną galerię w Lublanie. Budowla projektu Maksa Fabianiego, która nosiła imię jej założyciela, stała się z czasem kluczową instytucją wystawienniczą ziem słoweńskich. Wraz z Matejem Sternenem Jakopič założył prywatną szkołę malarstwa. Placówka, którą Jakopič później sam prowadził, była poprzedniczką Akademii Sztuk Pięknych w Lublanie. Jakopič należał także do inicjatorów założenia Galerii Narodowej w Lublanie oraz do członków założycieli Słoweńskiej Akademii Nauki i Sztuki.
Zmarł 21 kwietnia 1943 roku w Lublanie.

## Upamiętnienie
Od 1969 roku przyznawana jest coroczna nagroda jego imienia, która jest najważniejszym wyróżnieniem Słowenii w dziedzinie sztuk pięknych. Jego wizerunek widniał na banknocie o nominale 100 tolarów, wraz z reprodukcją fragmentu jednego z jego obrazów oraz szkicem pawilonu wystawienniczego jego imienia. Banknot projektu Miljenka Liculi był w obiegu od września 1992 roku do końca 2006 roku, czyli do momentu przystąpienia Słowenii do strefy euro.

## Galeria

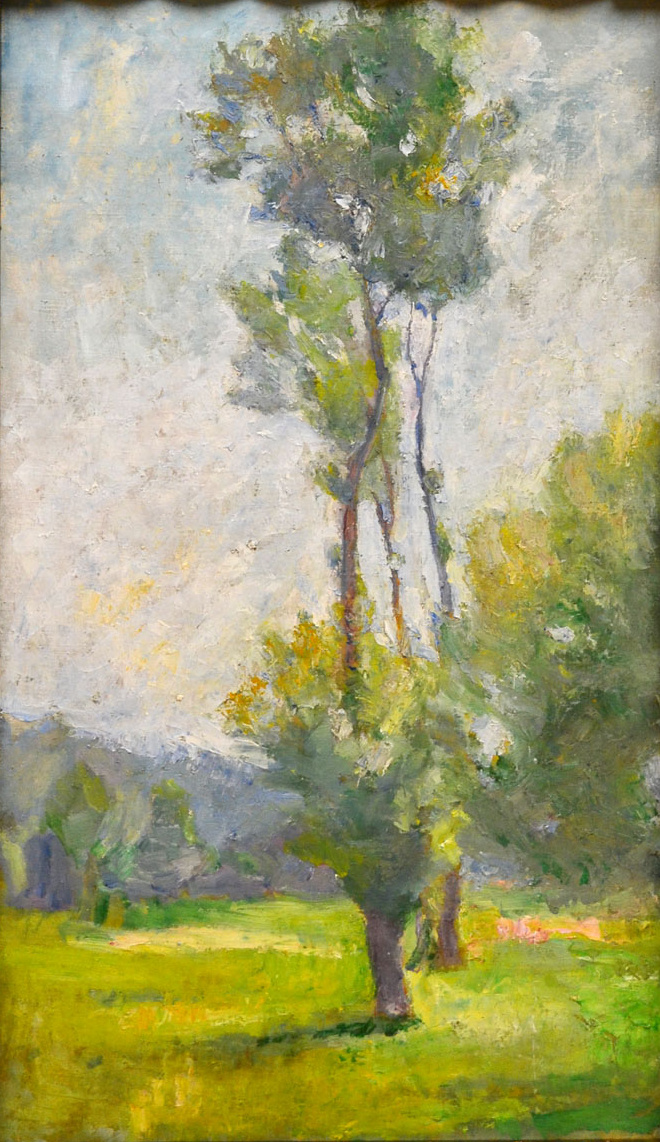
Topoli v jutranjem soncu, 1901 rok
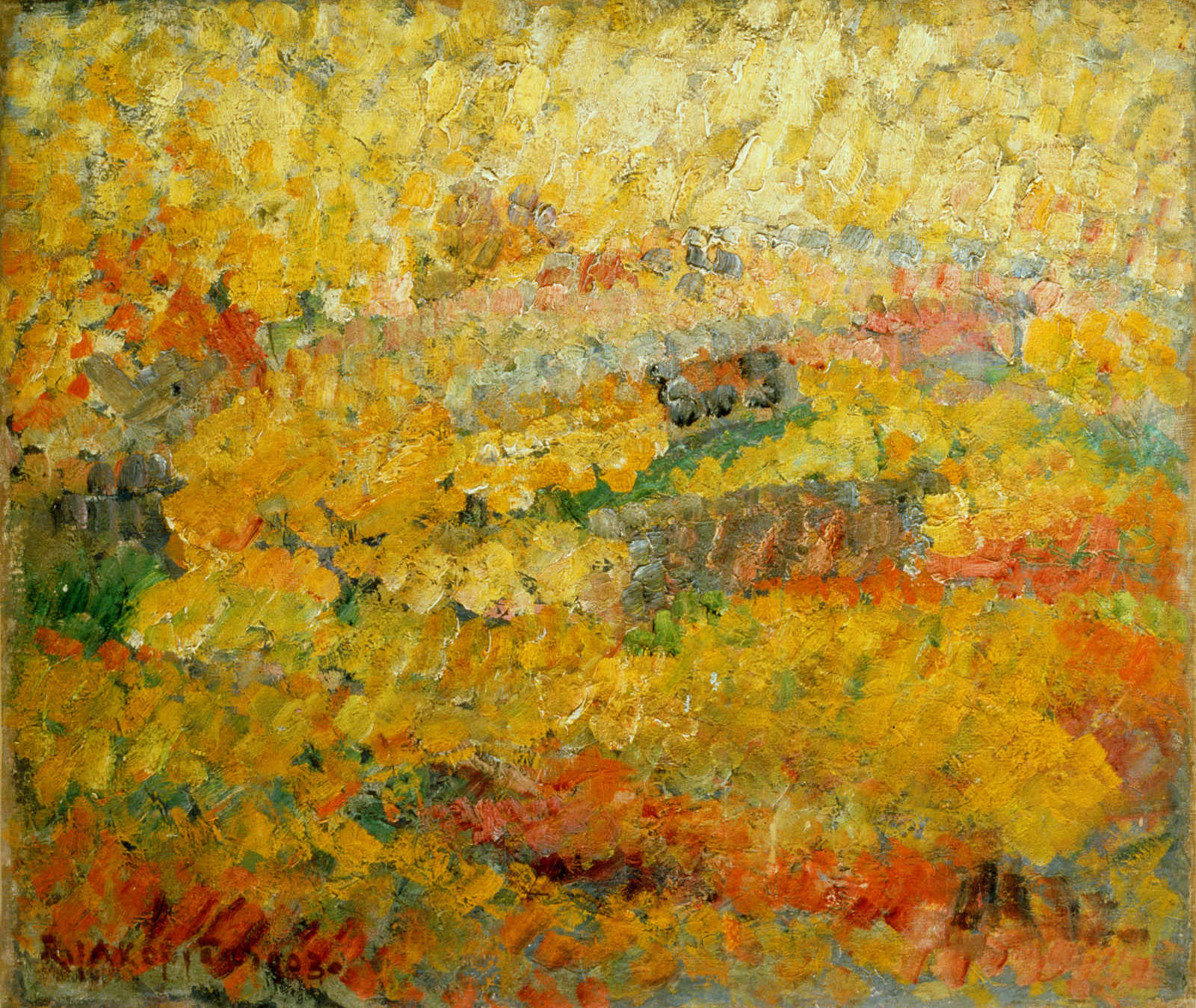
Sončni breg, 1903 rok
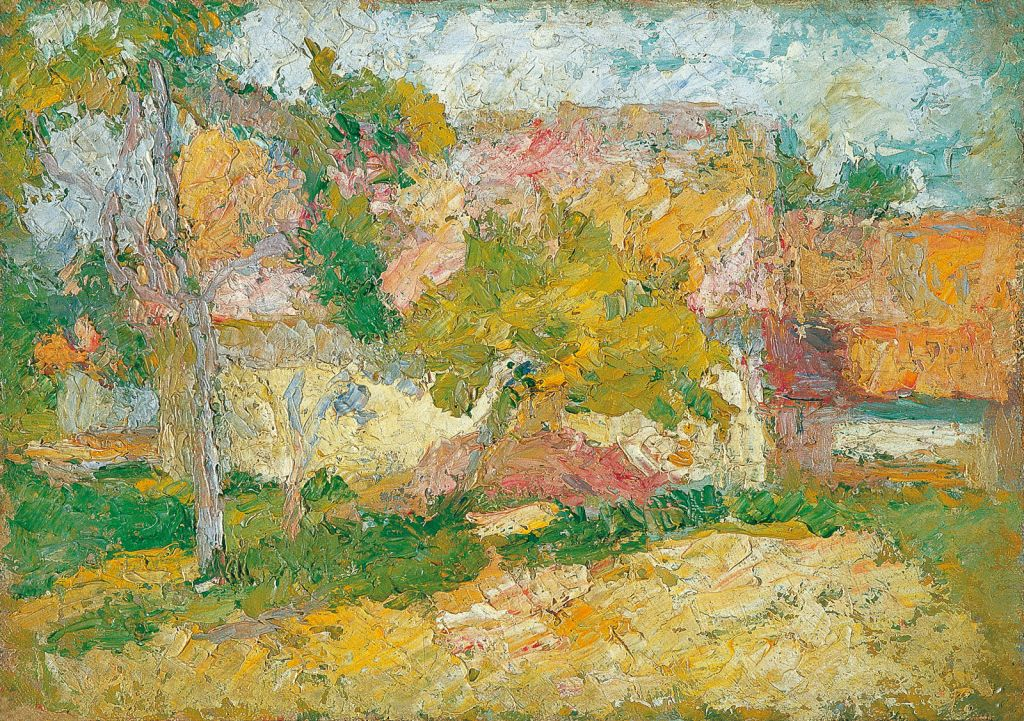
Vaški motiv, ok. 1904 rok
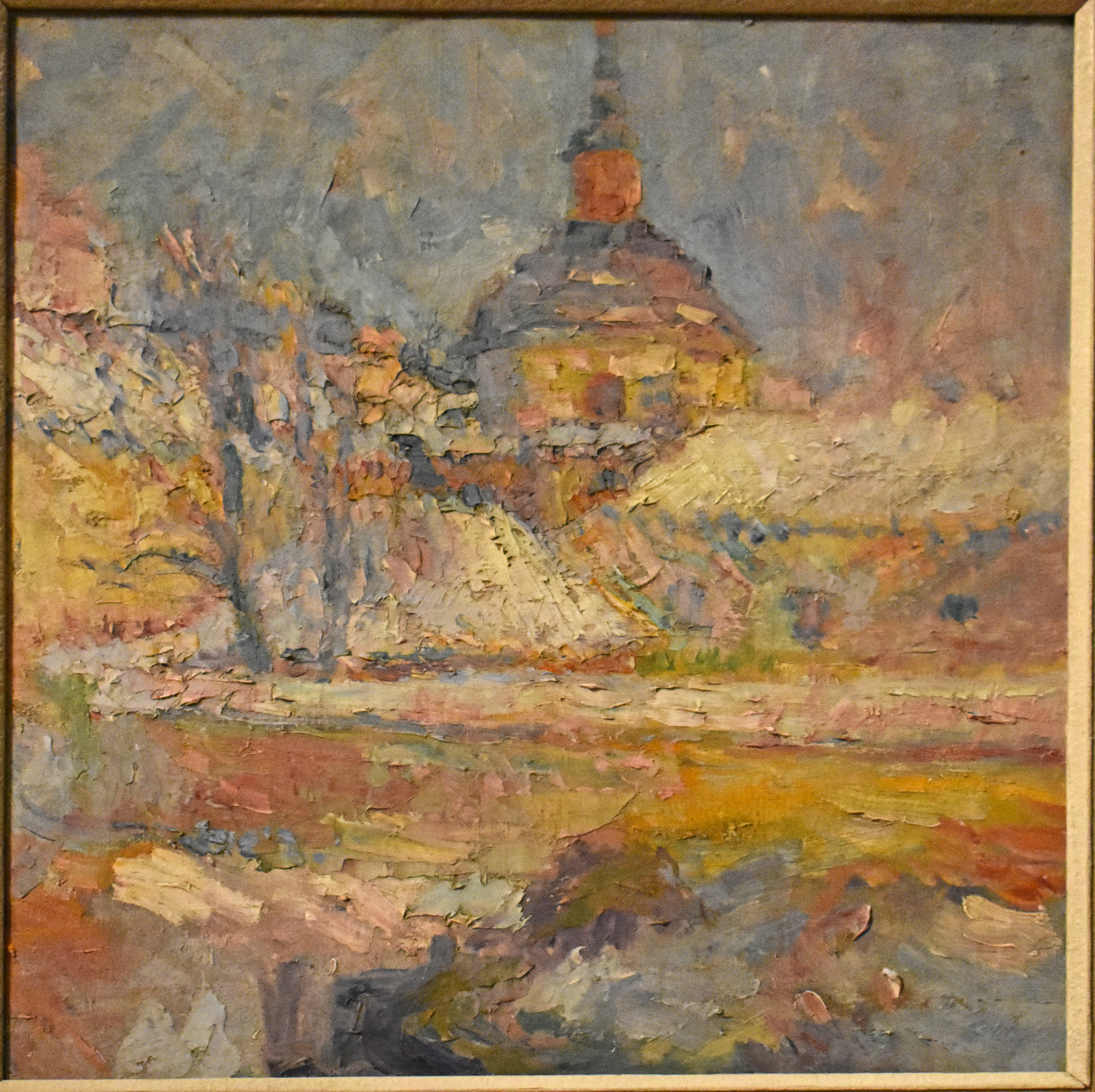
Križanke, 1910 rok
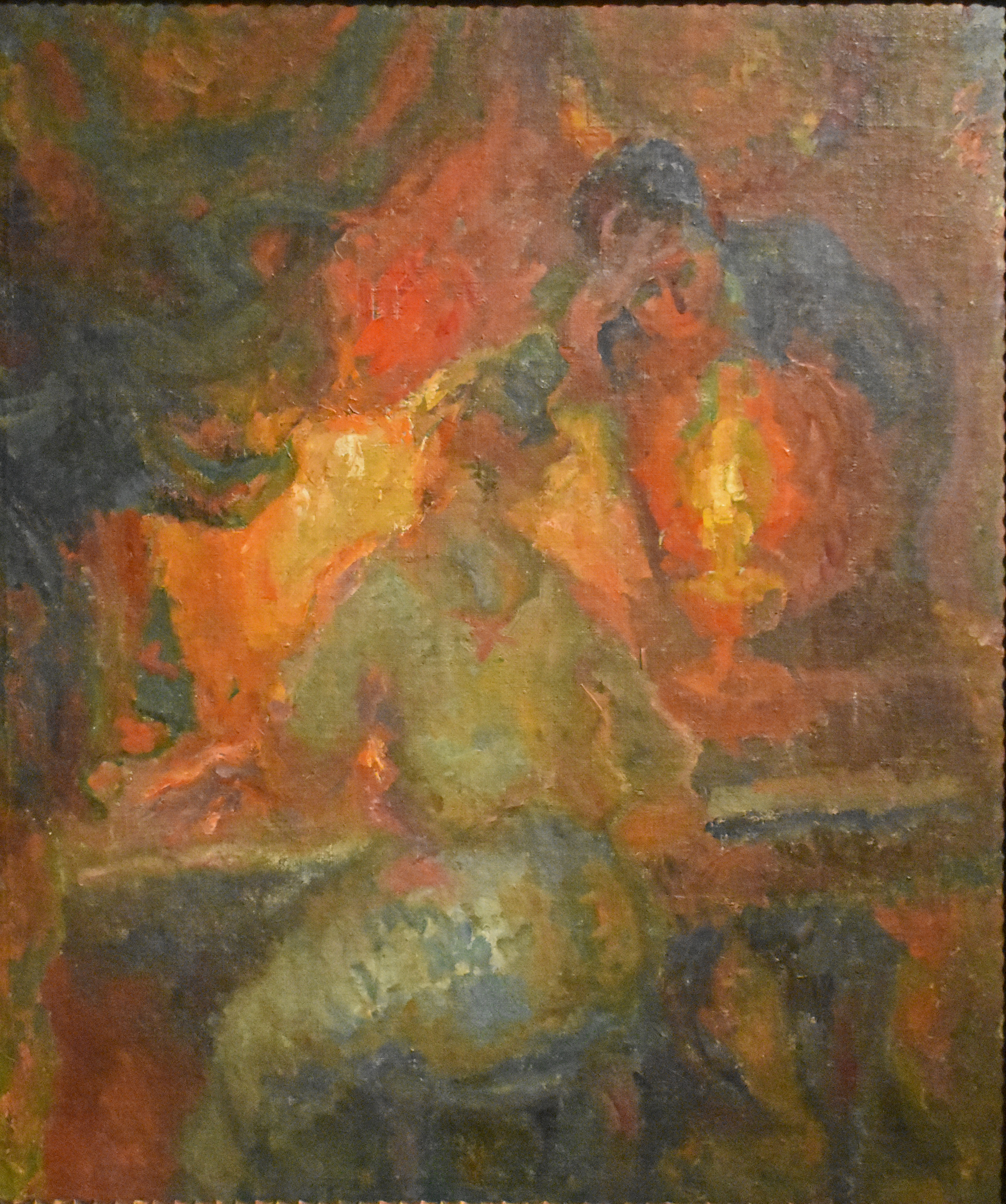
Pri klavirju (Nokturno), ok. 1912 rok
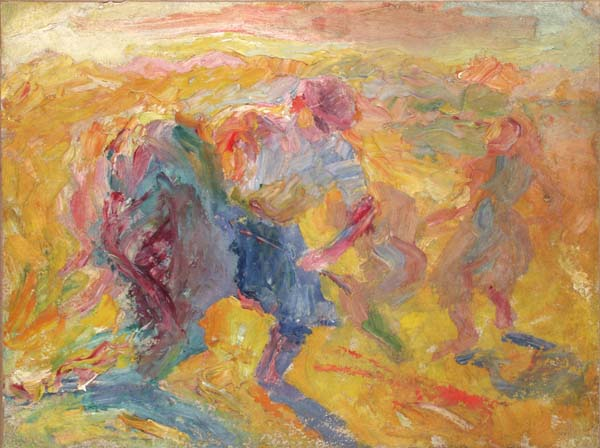
Prevračanje sena II, 1926 rok